# Yves Loday
Yves Loday (Guérande, 27 de septiembre de 1955) es un deportista francés que compitió en vela en la clase Tornado.
Participó en dos Juegos Olímpicos de Verano, obteniendo una medalla de oro en Barcelona 1992, en la clase Tornado (junto con Nicolas Hénard), y el octavo lugar en Los Ángeles 1984.
Ganó dos medallas de bronce en el Campeonato Mundial de Tornado, en los años 1981 y 1983, y cuatro medallas en el Campeonato Europeo de Tornado entre los años 1983 y 1996.

## Palmarés internacional
| \| Juegos Olímpicos \| Juegos Olímpicos \| Juegos Olímpicos \| Juegos Olímpicos \| \| Año \| Lugar \| Medalla \| Clase \| \| ------------------ \| -------------------------- \| ----------------- \| ---------------- \| \| 1992 \| Barcelona (España) \| Medalla de oro \| Tornado \| \| Campeonato Mundial \| \| \| \| \| Año \| Lugar \| Medalla \| Clase \| \| 1981 \| Carnac (Francia) \| Medalla de bronce \| Tornado \| \| 1983 \| Isla Hayling (Reino Unido) \| Medalla de bronce \| Tornado \| \| Campeonato Europeo \| \| \| \| \| Año \| Lugar \| Medalla \| Clase \| \| 1983 \| Skovshoved (Dinamarca) \| Medalla de plata \| Tornado \| \| 1988 \| Laredo (España) \| Medalla de plata \| Tornado \| \| 1992 \| Chipiona (España) \| Medalla de oro \| Tornado \| \| 1996 \| Attersee (Austria) \| Medalla de bronce \| Tornado \| |                            |                   |         |
| Juegos Olímpicos |                            |                   |         |
| Año | Lugar                      | Medalla           | Clase   |
| 1992 | Barcelona (España)         | Medalla de oro    | Tornado |
| Campeonato Mundial |                            |                   |         |
| Año | Lugar                      | Medalla           | Clase   |
| 1981 | Carnac (Francia)           | Medalla de bronce | Tornado |
| 1983 | Isla Hayling (Reino Unido) | Medalla de bronce | Tornado |
| Campeonato Europeo |                            |                   |         |
| Año | Lugar                      | Medalla           | Clase   |
| 1983 | Skovshoved (Dinamarca)     | Medalla de plata  | Tornado |
| 1988 | Laredo (España)            | Medalla de plata  | Tornado |
| 1992 | Chipiona (España)          | Medalla de oro    | Tornado |
| 1996 | Attersee (Austria)         | Medalla de bronce | Tornado |